# Kumakowate
Kumakowate (Bombinatoridae) – rodzina płazów z grupy Archaeobatrachia w rzędzie płazów bezogonowych (Anura).

## Zasięg występowania
Rodzina obejmuje gatunki występujące we Francji i we Włoszech na wschód do wschodniej Rosji i Turcji, Chin, Korei i Wietnamu oraz na Borneo (środkowy Kalimantan, Indonezja) i Filipinach.

## Podział systematyczny
Do rodzaju należą następujące rodzaje:
- Barbourula Taylor & Noble, 1924
- Bombina Oken, 1816